# ریکاردو لونار
ریکاردو لونار (انگلیسی: Ricardo Lunari؛ زادهٔ ۶ فوریهٔ ۱۹۷۰) بازیکن فوتبال اهل آرژانتین است.
از باشگاه‌هایی که در آن بازی کرده‌است می‌توان به باشگاه فوتبال نیولز اولد بویز، باشگاه ورزشی فارنسی، و باشگاه فوتبال اطلس اشاره کرد.